# Mama, amiga mia/Dormi, amore dormi
Mama, amiga mia/Dormi amore dormi è un singolo della cantante italiana Iva Zanicchi, pubblicato per il mercato spagnolo nel 1976.

## Tracce
Lato A
- Mama, amiga mia (Mamma tutto - Maman bonheur) - 2:40 - (A. Testa - J. Broussolle - J. Kluger - Adattamento spagnolo: Enrique Luis)

Lato B
- Dormi, amore dormi - 2:55 - (S. Tuminelli - E. Leoni)